# Andrea Dworkin
Vous lisez un « bon article » labellisé en 2014.
Pour les articles homonymes, voir Dworkin.
Andrea Dworkin, née le 26 septembre 1946 à Camden et morte le 9 avril 2005 à Washington, est une essayiste américaine, théoricienne du féminisme radical. Elle est surtout connue pour sa critique de la pornographie, qu'elle rapprochait du viol et autres formes de violence contre les femmes.
Militante anti-guerre et proche de certains milieux anarchistes à la fin des années 1960, Dworkin a écrit plus d'une dizaine de livres sur la théorie et la pratique du féminisme radical. Pendant la fin des années 1970 et les années 1980, elle a gagné une renommée nationale comme porte-parole du mouvement féministe anti-pornographie, et pour ses écrits sur la pornographie et la sexualité, particulièrement Pornography: Men Possessing Women (1979) et Intercourse (1987) qui restent ses deux ouvrages les plus connus.
Sa personnalité et ses positions très tranchées, principalement sur la sexualité et la pornographie, ont été la cible de critiques, notamment de la part de féministes opposées à ses idées. Elle est aussi admirée et célébrée par de nombreuses autres féministes.

## Biographie

### Jeunesse et éducation
Née en 1946 à Camden, dans le New Jersey, Andrea Dworkin est la fille d'Harry Dworkin, petit-fils d'un russe juif qui a fui la Russie à l'âge de 15 ans afin d'échapper au service militaire, et de Sylvia Spiegel, fille d'immigrés juifs hongrois. Son petit frère, Mark, né en 1949, est devenu un biologiste spécialisé dans l'étude des cellules cancéreuses avant de mourir lui-même d'un cancer le 30 avril 1992. Pratiquant avec ferveur le judaïsme, sa famille proche était aussi particulièrement engagée dans le soutien à l'État d’Israël ; Dworkin raconte ainsi que « tout le reste de ma famille est, je dirais, sioniste fanatique ». Dworkin explique que c'est de son père, un instituteur socialiste, qu'elle tient sa passion de la justice sociale. Malgré les relations tendues avec sa mère, Dworkin écrit dans un de ses ouvrages que la foi de sa mère dans le contrôle des naissances et dans l'avortement, « longtemps avant que ce ne soit des opinions respectables », a inspiré son futur militantisme.
Bien qu'elle ait décrit sa famille comme étant à bien des égards dominée par le souvenir de la Shoah, elle lui a néanmoins offert une enfance heureuse, jusqu'à l'âge de neuf ans, lorsqu'un homme inconnu l'a agressée sexuellement dans une salle de cinéma. Alors qu'elle avait 10 ans, la famille Dworkin a déménagé à Cherry Hill, une ville de banlieue du New Jersey, ce qu'elle a plus tard comparé à un enlèvement par des extraterrestres et un enfermement dans une colonie pénitentiaire. En sixième, l'administration de sa nouvelle école l'a punie pour avoir refusé de chanter Silent Night (étant juive, elle a protesté contre le fait d'être forcée de chanter un chant chrétien à l'école).
C'est d'ailleurs dès la sixième que Dworkin a commencé à écrire de la poésie et de la fiction, une activité qu'elle poursuivra durant toutes ses années au lycée avec le soutien de ses parents. Elle explique avoir été particulièrement influencée par Arthur Rimbaud, Charles Baudelaire, Henry Miller, Dostoïevski, Che Guevara et par les poètes de la Beat Generation tout particulièrement Allen Ginsberg,.

### Université et premiers engagements
Étudiante au Bennington College, elle manifeste, en 1965, contre la guerre du Viêt Nam à la mission des États-Unis aux Nations unies. Arrêtée et envoyée à la New York Women's House of Detention, une prison pour femmes de New York, elle affirme que les médecins de la prison lui ont infligé un toucher vaginal si violent qu'elle saignait encore plusieurs jours après l'examen. Son témoignage devant le grand jury est relayé par des médias, nationaux et internationaux,. Le grand jury refuse de prononcer des inculpations mais la déposition de Dworkin attire l'attention du public sur les mauvais traitements infligés aux détenues et a contribué à la fermeture de la prison quelques années plus tard.
Elle quitte ensuite Bennington pour la Grèce et s'installe finalement en Crète, où elle compose une série de poèmes appelés (Viêt Nam) Variations, un recueil en rime et en prose, qu'elle fait éditer en 1966 dans un livre intitulé Child. Dans le même temps, elle écrit Notes on Burning Boyfriend, roman au style proche du réalisme magique. Il est rédigé en référence au pacifiste Norman Morrison qui s'était immolé par le feu pour protester contre la guerre du Viêt-Nam. De nombreux autres poèmes et dialogues sont aussi rassemblés dans un livre Morning Hair.
Après cet épisode, Andrea Dworkin retourne à Bennington où, pendant deux ans, elle continue à étudier la littérature. Elle participe, sur les campus, à des campagnes pour la contraception, pour la légalisation de l'avortement et contre la guerre du Viêt Nam. Elle sort de l'université en 1968, diplômée d'un bachelor's degree en littérature.

### Vie aux Pays-Bas
Ses études terminées, Andrea Dworkin se rend à Amsterdam pour interviewer des anarchistes néerlandais du mouvement contestataire Provo,. Elle y rencontre Cornelius (Iwan) Dirk de Bruin, anarchiste lui-même, avec lequel elle se marie en 1968. Très vite après leur mariage, de Bruin devient extrêmement violent à son encontre, lui donnant des coups de poing et de pied, la brûlant avec des cigarettes, lui frappant les jambes avec des planches en bois et cognant sa tête contre le sol jusqu'à l'évanouissement,,. Elle se cache mais elle est battue, harcelée et menacée chaque fois qu'il la retrouve.
Leur divorce est prononcé à la fin de 1971. Elle est alors seule et souvent sans abri, à des milliers de kilomètres de sa famille. Sans ressource, elle est parfois contrainte de se prostituer. Elle souligne dans un de ses livres que « j'ai souvent vécu la vie d'une fugitive, sauf que c'était la vie plus désespérée d'une femme battue qui devait fuir pour la dernière fois, quelle que soit l'issue. »
Ricki Abrams, une féministe et expatriée américaine, l'accueille dans sa maison et lui apporte son aide. Elle trouvera à se loger dans des endroits aussi divers qu'une péniche, une ferme communautaire et même dans des immeubles abandonnés. Ricki Abrams l'initie aux premiers écrits des féministes radicales américaines. Elle est particulièrement influencée par Sexual Politics de Kate Millett, par La Dialectique du sexe de Shulamith Firestone, et par Sisterhood is Powerful de Robin Morgan. Dworkin et Abrams commencent à travailler sur l'amorce d'un texte féministe abordant la haine des femmes dans l'histoire et la culture et incluent un chapitre sur le magazine pornographique de contre-culture Suck publié par un groupe de compatriotes expatriés aux Pays-Bas,.

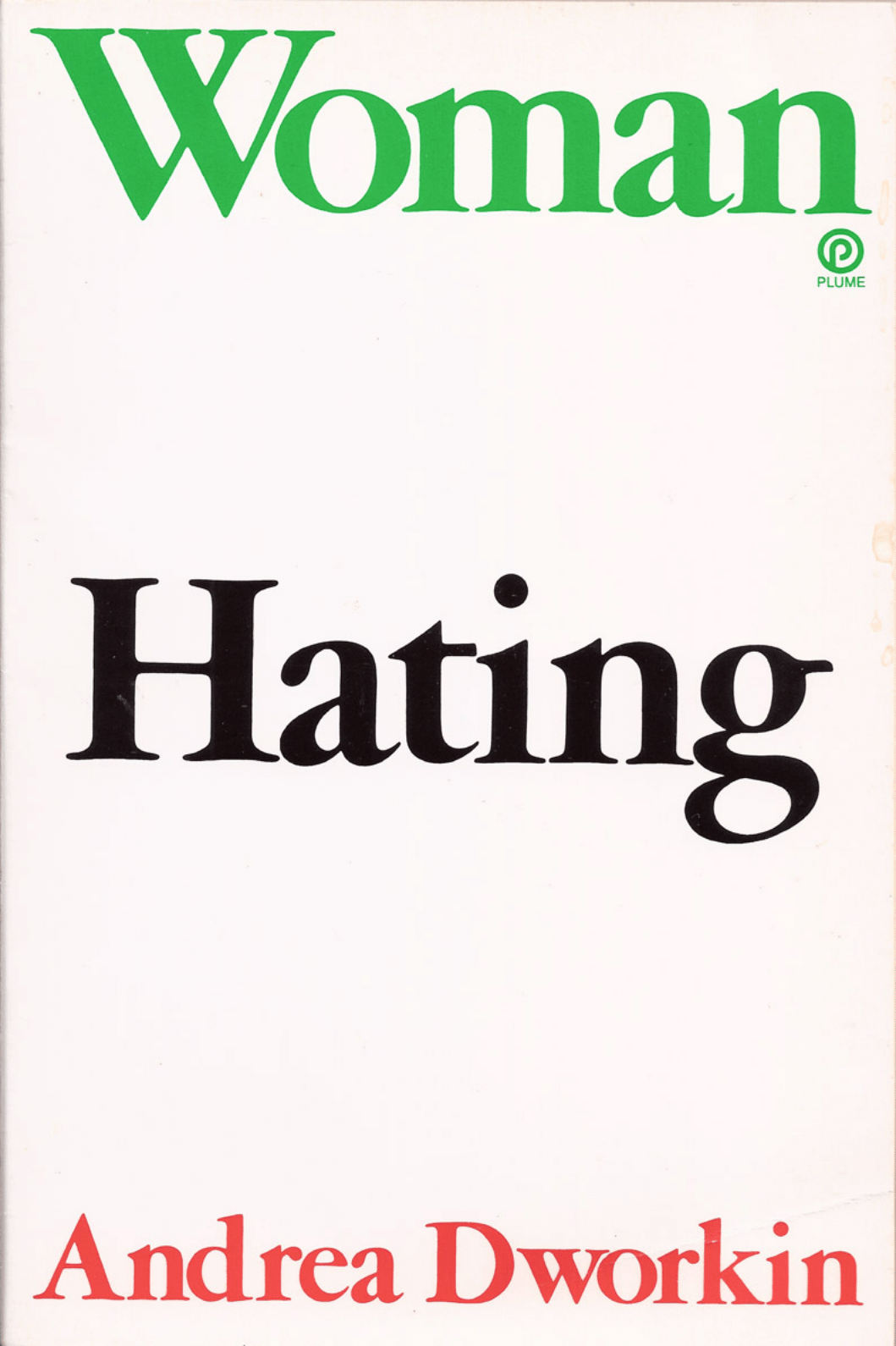
Couverture de la première édition de Woman Hating (1974)

Dworkin a raconté, plus tard, que pour retourner aux États-Unis en 1972, elle avait envisagé de transporter illégalement une mallette d'héroïne en contrepartie de 1 000 dollars et d'un billet d'avion. Elle pensait que, même si elle se faisait prendre, la prison lui aurait permis d'échapper aux violences de son ex-mari. Malgré l'annulation de l'opération, elle a reçu le billet d'avion de l'homme qui l'avait organisée,. Avant de quitter Amsterdam, elle s'entretient avec Abrams de son expérience, de l'émergence du mouvement féministe et du livre qu'elles avaient commencé à écrire. Andrea Dworkin accepte de l'achever — sous le titre Woman Hating — et le publie à son arrivée aux États-Unis. Dans ses mémoires, elle précise qu'au cours de cette conversation, elle a prêté le serment de dédier sa vie au mouvement féministe :

« Assise avec Ricki, parlant avec Ricki, je lui avais fait une promesse : que j'utiliserais tout ce que je savais, y compris sur la prostitution, pour rendre le mouvement des femmes plus fort et meilleur ; que je donnerais ma vie au mouvement. J'ai promis d'être liée par l'honneur au bien-être des femmes, de faire le nécessaire pour ce bien-être. J'ai promis de vivre et, si besoin, de mourir pour les femmes. J'ai fait ce vœu quelque trente années auparavant, et je n'y ai encore jamais dérogé. »

### Retour à New York
De retour à New York, elle œuvre comme militante anti-guerre et participe à des manifestations pour les droits des lesbiennes et contre l'apartheid en Afrique du Sud. Elle rejoint des groupes féministes qui veulent sensibiliser le grand public aux problèmes des femmes et s'implique dans une organisation de féministes radicales, organisant des campagnes contre les violences faites aux femmes. En plus de ses écrits et de son militantisme, elle révèle ses talents d'oratrice au cours des manifestations organisées par des groupes féministes locaux. Ses prises de parole sans concession stimulent les passions autant parmi ses soutiens que chez ses détracteurs et encouragent son public à agir. Il en est ainsi de son discours de novembre 1978 lors de la première marche Take Back the Night et de son réquisitoire contre le viol prononcé à la Midwest Regional Conference of the National Organization for Changing Men (maintenant connu sous le nom de National Organization for Men Against Sexism) qui s'intitule « I Want a Twenty-Four Hour Truce During Which There Is No Rape » (que l'on pourrait traduire par « je veux une trêve de vingt-quatre heures pendant laquelle il n'y aurait pas de viol »). Durant cette période, la poète féministe Muriel Rukeyser, l'engage comme assistante et Dworkin dira plus tard « j'étais la plus mauvaise assistante dans l'histoire du monde. Mais Muriel m'a gardée parce qu'elle croyait en mon talent d'écrivain »).

### Lutte contre la pornographie

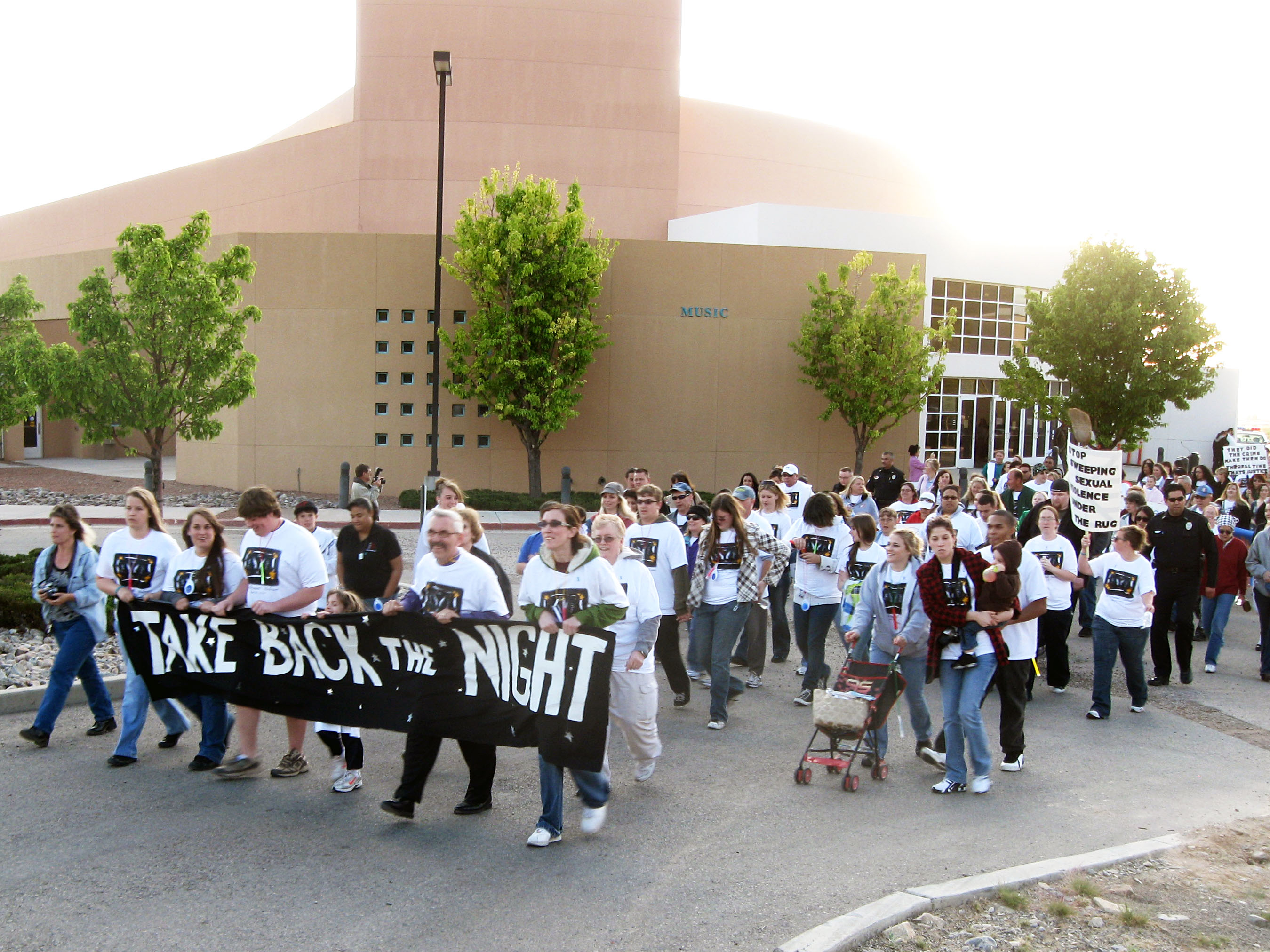
Marche Take Back The Night en 2010, un type de manifestation créé par Dworkin et d'autres féministes en 1978.

Andrea Dworkin est notamment restée dans les mémoires pour son rôle de leader, d'essayiste et de militante dans le mouvement féministe anti-pornographie,. C'est ainsi qu'en février 1976, elle joue un rôle primordial dans l'organisation des manifestations new-yorkaises contre le film Snuff et, durant l'été de la même année, elle rejoint Adrienne Rich, Grace Paley, Gloria Steinem, Shere Hite, Karla Jay, Robin Morgan et Susan Brownmiller dans la volonté commune de former un groupe féministe radical luttant contre la pornographie. Ces dernières ont poursuivi leur démarche jusqu'à fonder en 1979 le collectif Women Against Pornography, même si par la suite Dworkin a commencé à s'éloigner du groupe à cause de différences d'approche.
Luttant toujours contre la pornographie, Andrea Dworkin a pris la parole, en novembre 1978, lors de la première marche Take Back the Night, et a rejoint 3 000 femmes dans une marche à travers le quartier chaud de San Francisco. Un an plus tard, en 1979, Dworkin a publié Pornography: Men Possessing Women, un ouvrage qui analyse la pornographie ancienne et contemporaine (et qui cite de nombreux exemples tirés de ce genre de film) comme une industrie de déshumanisation et de haine du sexe féminin. Dworkin soutient ainsi que la pornographie joue un rôle dans les violences faites aux femmes, que ce soit du côté de la production (par le biais des abus subis par les femmes employées dans l'industrie pornographique) que dans les conséquences sociales de sa consommation, qui encouragerait les hommes à érotiser et à fantasmer la domination, l'humiliation, et les violences sexuelles,.

#### Antipornography civil rights ordinance
En 1980, Linda Boreman (qui est apparue dans le film pornographique Deep Throat sous le nom de « Linda Lovelace ») a raconté que son ex-mari Chuck Traynor l'a battue, violée et forcée à tourner dans des films pornographiques, dont Deep Throat. Boreman a lancé ses accusations publiquement devant des journalistes lors d'une conférence de presse qu'elle a tenue, accompagnée de Dworkin, de la juriste féministe Catharine MacKinnon et d'autres membres de Women Against Pornography. Après la conférence de presse, Dworkin, MacKinnon, Gloria Steinem et Boreman ont commencé à discuter de la possibilité d'utiliser les lois sur les droits civiques pour obtenir des dommages et intérêts de Traynor et des autres réalisateurs de Deep Throat. Boreman était intéressée, mais elles ont dû abandonner après que Steinem a découvert que le délai de prescription pour engager des poursuites avait été dépassé. Cependant le récit de Linda Boreman s’intègre à la réflexion de Dworkin et MacKinnon qui voient dans la pornographie, par nature violente, l'antichambre du viol : « la pornographie est la théorie, le viol est la pratique ».
La production pornographique pourrait donc être appréhendée comme un préjudice fait aux femmes, préjudice que seul le droit pourrait corriger, si ce n'est réparer. C'est ainsi qu'en 1983, les élus conservateurs de Minneapolis ont engagé Dworkin et MacKinnon pour qu'elles rédigent une ordonnance antipornographie qui aurait été intégrée à l'outillage législatif de la ville. Les deux féministes purent ainsi mettre en pratique leur théorie. Effectivement, leur ordonnance définit la pornographie comme une violation des droits civils de la femme permettant à celles s'estimant lésées par la pornographie, de poursuivre les producteurs et les distributeurs devant la juridiction civile afin d'obtenir des dédommagements. Tandis que la pornographie est ainsi définie : « asservissement sexuel des femmes par des images ou par des mots qui les représentent comme des objets prenant plaisir à être humiliées, battues, violées, dégradées, avilies, torturées, réduites à des parties de leur corps, placées dans des postures serviles de soumission ou d'exhibition ». La loi a été votée deux fois par le conseil municipal de Minneapolis mais le maire démocrate Don Fraser, qui a considéré la formulation de l'ordonnance comme trop vague, y a à chaque fois opposé son veto. Cependant, l'ordonnance a ensuite été votée à Indianapolis en 1984, même si elle a été finalement rejetée par la Cour d'appel des États-Unis pour le septième circuit, qui l'a jugée inconstitutionnelle, par l'arrêt American Booksellers v. Hudnut car elle était, selon eux, une atteinte à la liberté d'expression. Toutes les autres tentatives de faire accepter l'ordonnance antipornographie dans d'autres villes ou dans d'autres États se révélèrent un échec, d'autant plus que la Cour suprême des États-Unis a confirmé l'inconstitutionnalité de l'ordonnance toujours au nom du premier Amendement et de la liberté d'expression.
Malgré ces refus, Dworkin a continué à soutenir l'approche légaliste dans ses écrits et dans ses actions, en encourageant, par exemple, les féministes antipornographie qui organisaient des campagnes à Cambridge (en 1985) et Bellingham (en 1988) ayant pour objectif de faire approuver par référendum, des versions de l'ordonnance anti-pornographie.

#### Témoignage devant la Commission Meese

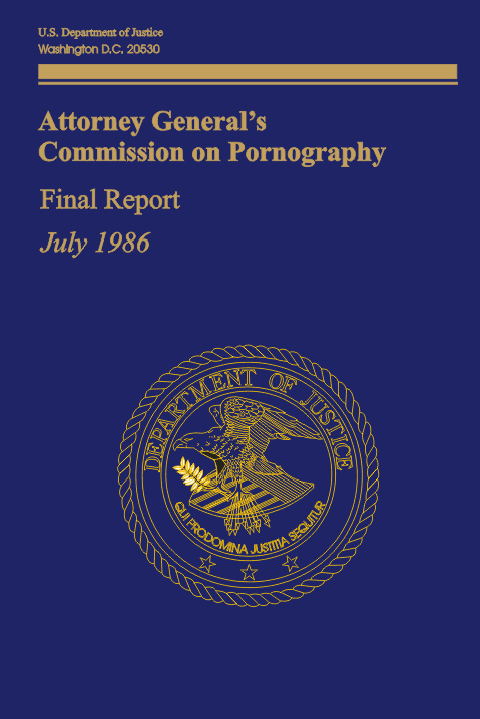
Rapport final de la Commission Meese auquel Dworkin a participé.

Le 22 janvier 1986, Dworkin a témoigné pendant une heure et demie devant l’Attorney General's Commission on Pornography (souvent appelée la « Commission Meese ») à New York, et a répondu aux questions de ses membres après avoir terminé son propre récit. Son témoignage a été apprécié et reproduit dans le rapport final de la commission tandis que Dworkin et MacKinnon ont marqué cette publication en tenant une conférence de presse commune dans laquelle elles ont réaffirmé le bien-fondé de leur Antipornography civil rights ordinance. La Commission Meese a, par la suite, obtenu avec succès que les chaines de petits supermarchés retirent de leurs rayons les magazines pour hommes, comme Penthouse ou Playboy (Dworkin a d'ailleurs déclaré que ce magazine « tant dans ses textes que dans ses images encourage et le viol et les abus sexuels sur mineurs »). La campagne menée par la Commission Meese contre les libraires et les commerçants a été finalement invalidée par une décision de la D.C. Federal Court dans l'affaire Meese contre Playboy.
Dans son témoignage et dans ses réponses, Dworkin a dénoncé l'utilisation des lois anti-obscénité pour poursuivre les créateurs de pornographie, déclarant, « nous sommes contre les lois sur l'obscénité. Nous n'en voulons pas. Je veux que vous compreniez pourquoi, que vous finissiez par être d'accord ou non. » Elle a ainsi expliqué que les lois relatives à l'obscénité étaient largement inefficaces, et quand elles l'étaient, elles ne faisaient que cacher la pornographie à la vue du public, tout en lui permettant de se développer discrètement. En somme, pour Dworkin, ces lois supprimaient toutes les publications, sans distinction, pour de mauvaises raisons en soulignant que « les lois sur l'obscénité relèvent aussi de la misogynie dans leur conception même. Leur postulat de base étant que c'est le corps des femmes qui est obscène. »
Au lieu de cela, elle a émis cinq recommandations. Elle a conseillé que « le département de la Justice donne des instructions aux agences chargées du maintien de l'ordre afin de garder les traces de l'utilisation de pornographie lors de crimes violents. » Dworkin a aussi proposé l'interdiction de la possession et de la distribution de la pornographie dans les prisons. En parallèle, elle a préconisé que les procureurs renforcent les lois contre le proxénétisme et ne cède plus aux acteurs du milieu de la pornographie. Toujours parmi ces recommandations, Dworkin a suggéré qu'une des priorités du département de la Justice devait être de renforcer le RICO (Racketeer Influenced and Corrupt Organizations Act) contre l'industrie de la pornographie. Et enfin, elle a émis l’idée que le Congrès adopte une législation fédérale antipornographie qui aurait prévu des dommages et intérêts pour les torts infligés aux femmes.
Dans le même temps, elle a suggéré que la Commission Meese pense à créer une disposition considérant comme un crime et comme une privation de ses droits civils le fait de forcer une personne à prendre part à de la pornographie. Dworkin a aussi suggéré que participer au trafic de matériel pornographique soit considéré comme une conspiration contre les droits civils des femmes.
Elle a également soumis à la commission une copie du livre de Boreman, Ordeal, comme un exemple des abus auxquels elle espérait remédier, en expliquant que « la seule chose originale à propos de Linda c'est qu'elle a eu le courage de combattre publiquement contre ce qui lui était arrivé. Et quoi que vous fassiez, c'est pour l'aider elle ou ce n'est pour aider personne. »

#### Intercourse
En 1987, Dworkin publie Intercourse, ouvrage dans lequel elle étend son analyse de la pornographie aux rapports sexuels eux-mêmes, en affirmant que le genre de soumission montré par la pornographie joue un rôle central dans les expériences, que font les femmes et les hommes, de la sexualité hétérosexuelle dans une société de la suprématie masculine. Toujours dans le cadre des sociétés patriarcales décrite par la féministe, elle explique que tous les rapports hétérosexuels sont aliénants et dégradants pour la femme, en soutenant que la pénétration peut, dans sa nature même, condamner les femmes à l’infériorité et à la soumission.
S’appuyant tant sur la pornographie que sur la littérature – par exemple La Sonate à Kreutzer, Madame Bovary ou Dracula – Dworkin affirme que les descriptions de rapports sexuels dans l’art et la culture dominante, mettent systématiquement l’accent sur les relations hétérosexuelles comme la seule sorte de « vraie » sexualité. Ces descriptions dépeindraient les rapports sexuels en des termes violents ou invasifs, une violence qui serait essentielle à l'érotisme, et qui serait souvent conjuguée au mépris et au dégoût (allant parfois jusqu’au meurtre) des femmes. Dworkin explique que ce genre de description renforce aussi l’androcentrisme et l’aspect coercitif de la sexualité, et que, lorsque les comportements se combinent avec les conditions de vie des femmes dans une société sexiste, l’expérience des rapports sexuels hétérosexuels elle-même devient partie intégrante de la domination masculine. Ces rapports sont, selon Dworkin, vécus comme une forme d’occupation, qui devraient pourtant être agréables aux femmes étant entendu que ces derniers seraient consubstantiels à l’identité et au statut de la femme.
Ce type de propos est souvent cité par les critiques de Dworkin qui interprètent cet ouvrage comme affirmant que « tous » les rapports hétérosexuels sont des viols, ou plus généralement que le caractère anatomique des relations sexuelles les rend intrinsèquement nuisibles à l’égalité entre hommes et femmes. Par exemple, Cathy Young explique que certaines des déclarations de Dworkin comme : « le rapport sexuel est l’expression formelle, pure et stérile du mépris masculin pour les femmes » peuvent être raisonnablement résumées en « All sex is rape » (« le sexe c’est le viol »).
Dworkin a rejeté cette interprétation, déclarant plus tard dans une interview, « je pense que les rapports sexuels et le plaisir peuvent, et vont survivre à l’égalité » en suggérant que le malentendu est né en raison de l’idéologie sexuelle qu’elle a critiquée : « comme le modèle sexuel est conquérant, possessif et violent, je pense que beaucoup d’hommes croient qu’ils ont besoin de cet avantage injuste, qui à ses extrémités s’appelleraient viol. Je ne pense pas qu’ils en aient besoin. »

#### DécisionButler
En 1992, la Cour suprême du Canada a rendu une décision dans l'arrêt R. v. Butler, qui a intégré aux lois canadiennes sur l'obscénité, des éléments du travail législatif mené par Dworkin et MacKinnon sur la pornographie. En fait, Dworkin et MacKinnon ont, après l'échec de l'ordonnance antipornographie en 1983, modifié leur façon d'appréhender la pornographie en affirmant qu'elle est une source d'injustice, ce qui par conséquent ne la place plus sous la protection du principe de libre expression : la pornographie doit être combattue car source de discrimination. Ainsi dans l'arrêt Butler, la Cour a soutenu que les lois canadiennes sur l'obscénité ont violé la liberté d'expression et les droits des citoyens canadiens, pourtant inscrits dans la Charte canadienne des droits et libertés, si elles ont été appliquées pour des raisons morales ou sur la base des standards communs de la décence. Tandis que dans le même temps, la Cour affirme que les lois anti-obscénité peuvent être mises en place, conformément à la Constitution, si elles combattent la pornographie dans le but de garantir l'égalité entre les sexes, un principe, lui aussi, inscrit dans la Charte. C'est ainsi que la décision de la Cour s'est inspirée des précédentes réflexions de Dworkin tout en citant largement des extraits de travaux préparés par le Women's Legal Education and Action Fund (LEAF), avec l'aide et la participation de Catharine MacKinnon.
Pourtant, Andrea Dworkin s’est opposée à la position du LEAF, arguant que les féministes ne devraient pas aider ou essayer de réformer les lois sur l'obscénité,. Concrètement, la décision Butler rend constitutionnelles les restrictions dans la vente, la distribution ou les importations de matériels pornographiques dans l'optique de sauvegarder l'égalité entre hommes et femmes, un fait majeur qui sera fêté par de nombreuses féministes.

### Dernières années
En 1997, Dworkin a publié Life and Death : Unapologetic Writings on the Continuing War on Women, un recueil de ses discours et de ses articles datant des années 1990, tout en y incluant une longue partie autobiographique sur sa vie d'écrivain. Les articles abordent des sujets aussi variés que les violences faites aux femmes, la pornographie, la prostitution, l'usage du viol durant la guerre de Bosnie-Herzégovine, la tuerie de l'École polytechnique de Montréal, Israël, la politique du genre du United States Holocaust Memorial Museum. Toujours en 1997, le New York Times Book Review a publié une longue lettre de Dworkin dans laquelle elle explique que l'origine de sa profonde haine envers la prostitution et la pornographie serait due à son passé de femme maltraitée à de multiples reprises : violemment examinée par des médecins d'une prison, battue par son premier mari, et par de nombreux autres hommes.
Durant cette période, Dworkin s'est aussi signalée par son opposition farouche au président Bill Clinton durant l'affaire Lewinsky, non seulement en soutenant Monica Lewinsky mais aussi en défendant dans le même temps Paula Jones et Juanita Broaddrick, jusqu'à dire « je crois que Clinton est un violeur ».
Dworkin a tissé des liens avec le judaïsme et Israël depuis sa jeunesse : de nombreux membres de sa famille sont morts durant la Shoah, et elle s’est, par exemple, intéressée au procès de Nuremberg lorsqu'elle a étudié au Bennington College. La féministe a ainsi visité Israël dès décembre 1988 pour assister à la première conférence internationale des féministes juives à Jérusalem, où en parallèle elle a pu rencontrer des militantes féministes radicales arabes et juives qui l’ont sensibilisée aux inégalités, sexuelles et ethniques, qui existaient au sein d’Israël. C'est donc naturellement qu'en 2000, elle publie Scapegoat: The Jews, Israel, and Women's Liberation, un ouvrage qu'elle considère comme l'œuvre de sa vie et dans lequel elle s'applique à condamner l'antisémitisme tout en comparant l'oppression des femmes à la persécution des juifs. Dans son essai, Dworkin explique que la Seconde Guerre mondiale a engendré un monde dans lequel les femmes sont définitivement les « perdantes », en somme, selon elle, les nazis auraient émasculé les juifs, qui à leur tour s'en seraient pris aux femmes israéliennes et palestiniennes. Tandis que les Palestiniens, émasculés par les Israéliens, auraient compensé cette atteinte à leur virilité par une domination accrue des femmes palestiniennes. En fait, la position de Dworkin et donc son ouvrage Scapegoat sont ambivalents, car d'un côté, elle admire le combat des juifs pour la création et la défense d’Israël mais de l'autre, elle condamne la violence et la misogynie qui ont résulté de ces affrontements. C'est aussi dans cet ouvrage que Dworkin en appelle à la création d'un pays d'accueil pour les femmes en réponse à leur oppression. Cet État serait, dans l'esprit de la féministe, le pendant féminin d’Israël où chaque femme persécutée pourrait se réfugier, de même qu'un juif réalisant l'alya.
La même année, en 2000, Dworkin a publié des articles controversés dans le New Statesman et dans le Guardian, déclarant qu'un ou plusieurs hommes l’ont violée dans sa chambre d'hôtel à Paris, l'année précédente, après lui avoir fait ingérer du GHB (ou une drogue du même genre) afin de la rendre inconsciente. Ses articles ont alimenté la controverse, notamment lorsque des écrivains comme Catherine Benett et Julia Gracen ont publié leurs doutes à propos de son témoignage, divisant l'opinion entre les sceptiques et ses soutiens, avec par exemple des féministes comme Catharine MacKinnon, Katharine Viner (journaliste au Guardian) ou Gloria Steinem. Charlotte Raven a décrit plus tard les arguments mis en avant par Dworkin comme « une affirmation largement discréditée » qu'il vaudrait mieux voir comme « une sorte de tâche artistique routinière ». Émotionnellement fragile et la santé défaillante, Dworkin s'est principalement retirée de la vie publique pendant deux ans après la publication de ces articles.
En 2002, Dworkin a publié son autobiographie Heartbreak: The Political Memoir of a Feminist Militant tout en se remettant à s'exprimer publiquement et à écrire. Dans une interview avec Julie Bindel en 2004, elle a expliqué « je pensais que j'étais finie mais je ressens une nouvelle vitalité. Je veux continuer à aider les femmes. » Elle a ainsi publié trois articles dans le Guardian et a commencé à travailler sur un nouveau livre, qu'elle a laissé inachevé, Writing America: How Novelists Invented and Gendered a Nation, un ouvrage abordant le rôle des romanciers, comme Ernest Hemingway ou William Faulkner, dans le développement de la politique américaine et de son identité culturelle.

### Maladie et décès
Pendant ses dernières années, Dworkin a souffert d’une santé fragile, et elle a confié au Guardian dans sa dernière chronique qu’elle avait été diminuée et quasiment paralysée par une sévère arthrose dans les genoux. Peu de temps après son retour de Paris en 1999, elle a été hospitalisée avec une fièvre importante et une thrombose dans ses jambes. Quelques mois après être sortie de l’hôpital, elle est devenue de plus en plus incapable de plier les genoux, et elle a dû subir une opération chirurgicale pour remettre en place ces derniers avec du titane et des prothèses en plastique. Elle écrivait : « Le médecin qui me connaît le mieux dit que l'arthrose commence bien avant qu'on ne soit paralysé – dans mon cas, peut-être depuis que j'ai été sans-abri ou abusée sexuellement, ou frappée sur les jambes ou encore à cause de mon poids. John, mon compagnon, rend responsable Scapegoat, une étude sur l'identité juive et la libération des femmes qui m'a pris neuf ans à écrire. C'est, dit-il, le livre qui m'a volé ma santé. Quant à moi, je mets en cause le viol que j'ai subi en 1999 à Paris. »
Quand un journaliste lui a demandé comment elle voulait qu’on se souvienne d’elle, elle a répondu « dans un musée, quand la domination masculine sera morte. J’aimerais que mon travail soit un témoignage anthropologique d’une société primitive éteinte. » Elle meurt dans son sommeil le matin du 9 avril 2005, dans sa maison de Washington, à l'âge de 58 ans. Selon Stoltenberg, la cause de la mort aurait été une myocardite aiguë.

## Dworkin et la fiction
Déjà reconnue comme une théoricienne et une militante féministe, Dworkin a aussi publié trois ouvrages de fiction. Elle a ainsi écrit en 1980 un recueil de nouvelles, The New Woman's Broken Heart. Dans son premier roman, Ice and Fire, qui a été édité au Royaume-Uni en 1986, Dworkin élabore un récit à la première personne empli de violence et d'actes de maltraitances, que Susie Bright a pu comparer à une réécriture féministe d'un des écrits les plus connus du Marquis de Sade : Juliette. Pourtant, Dworkin avait l'intention de montrer que les torts causés aux femmes par les hommes étaient quelque chose de politiquement banal, et n'étaient pas considérés comme un érotisme anormal ou original. Dworkin a affirmé que ses livres ont dû faire face aux refus des éditeurs qui cédaient à la pression de Playboy, toutefois le Telegraph a expliqué plus prosaïquement que les romans de la féministe n'étaient pas populaires.
Parfois racontés par un narrateur à la première personne, les nouvelles et les romans de Dworkin intègrent souvent des éléments de sa vie et abordent fréquemment les mêmes sujets que ses essais. D'ailleurs, les critiques ont parfois relevé des passages dans Ice and Fire dans lesquels les personnages expriment exactement les mêmes vues que Dworkin. Cette dernière a cependant écrit que « ma fiction n'est pas une autobiographie. Je ne suis pas une exhibitionniste. Je ne me mets pas en scène. Je ne demande pas pardon. Je ne veux pas me confesser. Mais j'ai utilisé tout ce que je sais – ma vie – pour montrer que, ce en quoi je crois, doit être décrit afin que l'on puisse y faire face. L'impératif au cœur de mon écriture – ce qu'il faut faire – vient directement de ma vie. Mais je ne peux pas la dévoiler directement aux yeux de tous, ni même y jeter un coup d'œil pendant que d'autres regardent. »

## Critiques et héritage

### Dworkin l'oratrice

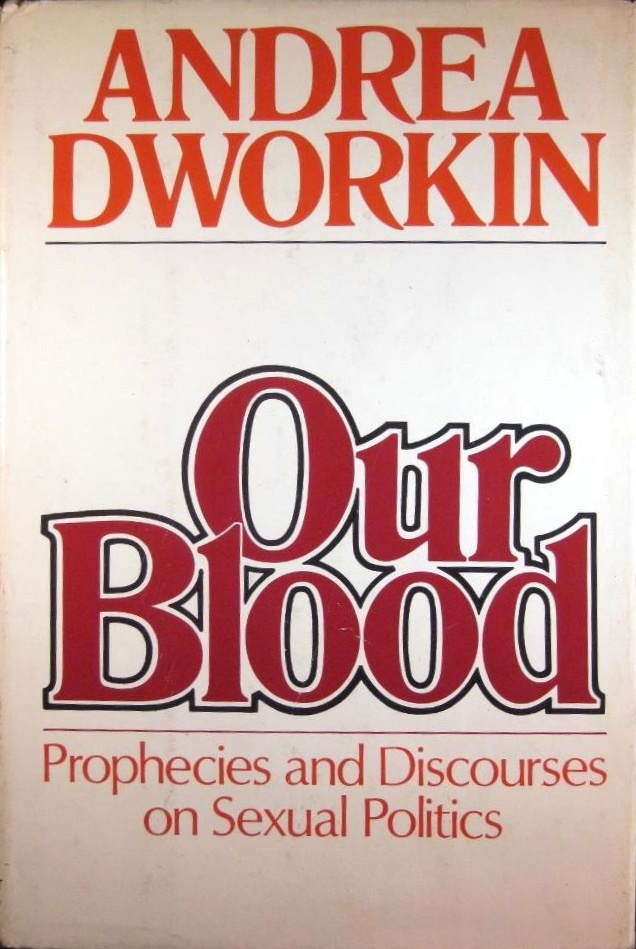
Couverture du premier recueil de discours de Dworkin, Notre sang : Discours et prophéties sur la politique sexuelle

Dworkin a écrit dix livres sur le féminisme radical mais aussi de nombreux discours et articles, tous conçus dans le but d'affirmer et de dénoncer la présence d'une violence normalisée et institutionnalisée contre les femmes, devenant une des plus influentes auteures et porte-paroles du féminisme radical américain de la fin des années 1970 et des années 1980. Elle a défini la pornographie comme une industrie de violence et de déshumanisation dévastatrice, et non plus simplement comme le royaume du fantasme, alors que la prostitution serait un système d'exploitation, et les rapports sexuels le lieu-clé de la soumission dans une société patriarcale. Ses analyses et ses écrits ont influencé et inspiré les travaux de nombreux féministes américains au premier rang desquels Catharine MacKinnon, Gloria Steinem, John Stoltenberg, Nikki Craft ou Susan Cole. Tandis que ses positions intransigeantes et le style percutant de ses écrits et de ses discours, que Robert Campbell a pu qualifier d'« apocalyptique », lui ont valu d'être souvent comparée, par Robin Morgan ou Susie Bright entre autres, à d'autres orateurs, comme Malcolm X. Quant à Gloria Steinem, elle a souvent rapproché son style de celui des prophètes de l'Ancien Testament. Susan Brownmiller, une féministe américaine, en se remémorant le discours de Dworkin prononcé lors de la marche Take Back the Night en 1978 a écrit :

« La soirée de samedi s'est achevée par la marche aux chandelles Take Back the Night (la première de ce genre) à travers le quartier-chaud, qui a commencé par un discours enflammé d'Andrea Dworkin. J'avais déjà vu Andrea dans mon salon, mais c'était la première fois que je voyais Andrea en action. Sur place je l'ai surnommé « Rolling Thunder ». Transpirant dans sa salopette en jean caractéristique, elle prenait l'intonation excessive qui fera d'elle quelques années plus tard tant une idole qu'un sujet de moqueries. Le calvaire théâtralisé de Dworkin et le style digne d'un prédicateur ne m'ont jamais très bien convenu, mais je lui conserve mon respect pour son courage, bien longtemps après que j'ai abandonné la guerre des sexes. Une fois terminé son appel à l'action, trois mille manifestants sont descendus dans les rues... »

— Susan Brownmiller, 1999
D'autres féministes n'ont pas hésité à publier leur sympathie ou à commémorer sa mort comme Catharine MacKinnon, une des collaboratrices et amie de longue date de Dworkin. Cette dernière a publié une chronique dans le New York Times afin de rendre hommage à ce qu'elle décrit comme la « brillante carrière littéraire et politique » de Dworkin, allant même jusqu'à suggérer que cette dernière aurait mérité d'être nommée au prix Nobel de littérature. Mais MacKinnon déplore aussi que « les mensonges à propos de ses positions sur la sexualité (qu'elle croyait que les rapports sexuels étaient un viol) et de ses alliances politiques (qu'elle était de mèche avec la droite) aient été publiés, et le soient encore, sans même faire un effort de vérification, les lettres rectificatives étant presque toujours refusées ». MacKinnon a continué en expliquant que « là où l'apparence des écrivains masculins était considérée comme hors de propos ou adorée comme une charmante excentricité » le physique de Dworkin était moqué et détesté au point d'être repris et parodié en pornographie. Et MacKinnon de reprendre « quand elle intentait un procès pour diffamation, les tribunaux banalisaient les mensonges pornographiques considérés comme des fantasmes, et les élevaient au rang de satire. »
Cependant, le comportement et le langage de Dworkin ont souvent suscité des débats houleux, quand elle n’a pas été elle-même au cœur d'une intense controverse. Comme le résume le Telegraph, elle « était diabolisée pas seulement par les créateurs de pornographie mais aussi par beaucoup de libéraux, qui la tenaient dans un presque aussi grand mépris ». Ainsi, la journaliste Cathy Young s'est plainte que les nécrologies de Dworkin ne soient que « de la poudre aux yeux » en affirmant que ses positions relevaient manifestement de la misandrie, et que cette dernière était en fait tout simplement « folle ». Cathy Young a dans le même temps critiqué ce qu'elle a appelé « l'héritage destructeur » de Dworkin, et elle l'a qualifiée de « triste fantôme » que le féminisme devrait exorciser. Et quand ce n'était pas ses analyses qui étaient remises en cause, c'était ses témoignages qui suscitaient parfois le scepticisme, particulièrement ceux portant sur les violences qu'elle aurait subies aux mains des hommes. L'exemple le plus connu étant la controverse sur ses allégations de viols et de soumission chimique à Paris en 1999. Dans le même ordre d'esprit, « What Battery Really Is » un article écrit par Dworkin en 1989 pour le magazine Newsweek a connu de nombreux obstacles avant de pouvoir être publié, et ce dans un autre journal. Effectivement, Dworkin a rédigé cet article en réponse à la féministe radicale Susan Brownmiller, qui avait expliqué que Hedda Nussbaum, une femme battue, aurait dû être inculpée pour avoir échoué à stopper le meurtre de sa fille adoptive par son compagnon, Joel Steinberg. Alors que Newsweek avait initialement accepté de publier « What Battery Really Is » le magazine a finalement refusé à la demande de leurs avocats, qui ont, selon Dworkin, expliqué qu'elle devait, soit publier anonymement « pour protéger l'identité de l'auteur des violences » et supprimer les références à des blessures précises, soit fournir « des preuves médicales, des enregistrements de la police, et une déclaration écrite d'un docteur qui avait vu les blessures ». Au lieu de cela, Dworkin a soumis son article au Los Angeles Times qui l'a publié dès mars 1989,.
Et même si elle est célèbre pour sa pugnacité, parfois même sa violence, Dworkin a aussi expliqué « J'ai l'intime conviction que chaque mouvement a besoin de ses radicaux et de ses libéraux [...] Vous avez toujours besoin d'une femme qui peut marcher dans une salle de la bonne façon, parler avec le bon ton, qui a accès au pouvoir. Mais vous avez aussi besoin d'une ligne de fond ». En somme, « bien qu'elle était irritée par les féministes libérales, [...] elle a accepté que ses vues ne puissent pas être acceptables par tous ».

### Dworkin et la droite
En 1983, Dworkin publie Right-Wing Women: The Politics of Domesticated Females (qui ne sera traduit en français qu'en 2012 sous le titre Les Femmes de droite), qui se veut une analyse, et une tentative d'explications, des motivations qu’ont les femmes à collaborer avec les hommes à la restriction de leurs propres libertés. Dans la préface de l'édition britannique, Dworkin déclare que la « Nouvelle Droite » des États-Unis a réussi à faire que des femmes, agissant au nom des femmes, se battent pour rester la « propriété des hommes » et pour défendre une religion qui serait l'expression d'une « suprématie masculine transcendante », aux côtés d'une droite conservatrice qui serait tout particulièrement attentive à la préservation de l'autorité masculine dans la famille, à la promotion d'une religion rigoriste, et à la lutte contre l'avortement et contre les efforts faits pour éradiquer les violences domestiques. Prenant cela comme un problème personnel, Dworkin s’est interrogée, « pourquoi les femmes de droite contribuent à leur propre soumission ? Comment fait la droite, dirigée par des hommes, pour faire appel à la participation et à la loyauté des femmes ? Et pourquoi ces femmes de droite haïssent-elles véritablement les luttes féministes pour l'égalité ? ».
Malgré tout, Andrea Dworkin a maintenu une certaine communication politique avec la droite. Tout d'abord en écrivant le livre Right-Wing Women, qui part du postulat qu'il existait un accord entre les féministes et les femmes de droite sur l'existence d'une domination sexuelle et matérielle des hommes tout en reconnaissant des divergences sur la stratégie adoptée pour y faire face. Mais c'est surtout une autre forme d'alliance qui lui sera fortement reprochée. En effet, le projet d'ordonnance antipornographie, conçu avec Catharine MacKinnon, a vu l'union des féministes abolitionnistes avec le camp des conservateurs autour de ce qui a été perçu par beaucoup, que ce soit par des féministes ou par l'opinion publique comme une tentative de censure. C'est aussi dans les années 1980 que Dworkin a témoigné devant la Commission Meese alors que l’Attorney General Edwin Meese travaillait dans le cabinet du socialement conservateur Reagan. Il faut toutefois souligner que les féministes, anti-pornographie ou pro-sexe, refusent de se positionner sur le champ de la morale, si Dworkin veut interdire la pornographie ce n'est pas, contrairement aux conservateurs, pour des raisons moralisatrices. Cela n'a pas empêché la féministe radicale de discuter et débattre avec l'écrivain conservateur de la National Review David Frum et son épouse, lors d'un échange organisé par Christopher Hitchens.
C'est ainsi qu'à la mort de Dworkin des personnalités conservatrices reconnues n'ont pas hésité à lui rendre hommage. Outre David Frum, Maggie Gallagher (une commentatrice de tendance conservatrice) ou encore Richard Brookhiser (contributeur à la National Review) se sont ainsi remémorés leurs rencontres et leurs éventuels points communs, principalement leur rejet de Bill Clinton et leur détestation de la pornographie. Ce sont de tels hommages posthumes qui ont pu faire dire à l'écrivain gay et conservateur Andrew Sullivan que Dworkin était appréciée par une certaine frange de la droite américaine et a affirmé que « comme Dworkin, leur premier réflexe, quand ils voient des humains vivre librement, est d'essayer de les contrôler et de les arrêter – pour leur propre bien. Comme Dworkin, ils sont horrifiés par la sexualité masculine, et voient les hommes comme un problème à régler. Comme Dworkin, ils croient au pouvoir de l'État à censurer et à contraindre les libertés sexuelles. Comme Dworkin, ils voient la grande et nouvelle liberté acquise par les femmes et les gays depuis les années 1960 comme un terrible développement pour la culture humaine. »

### Critique de sa vision de la pornographie

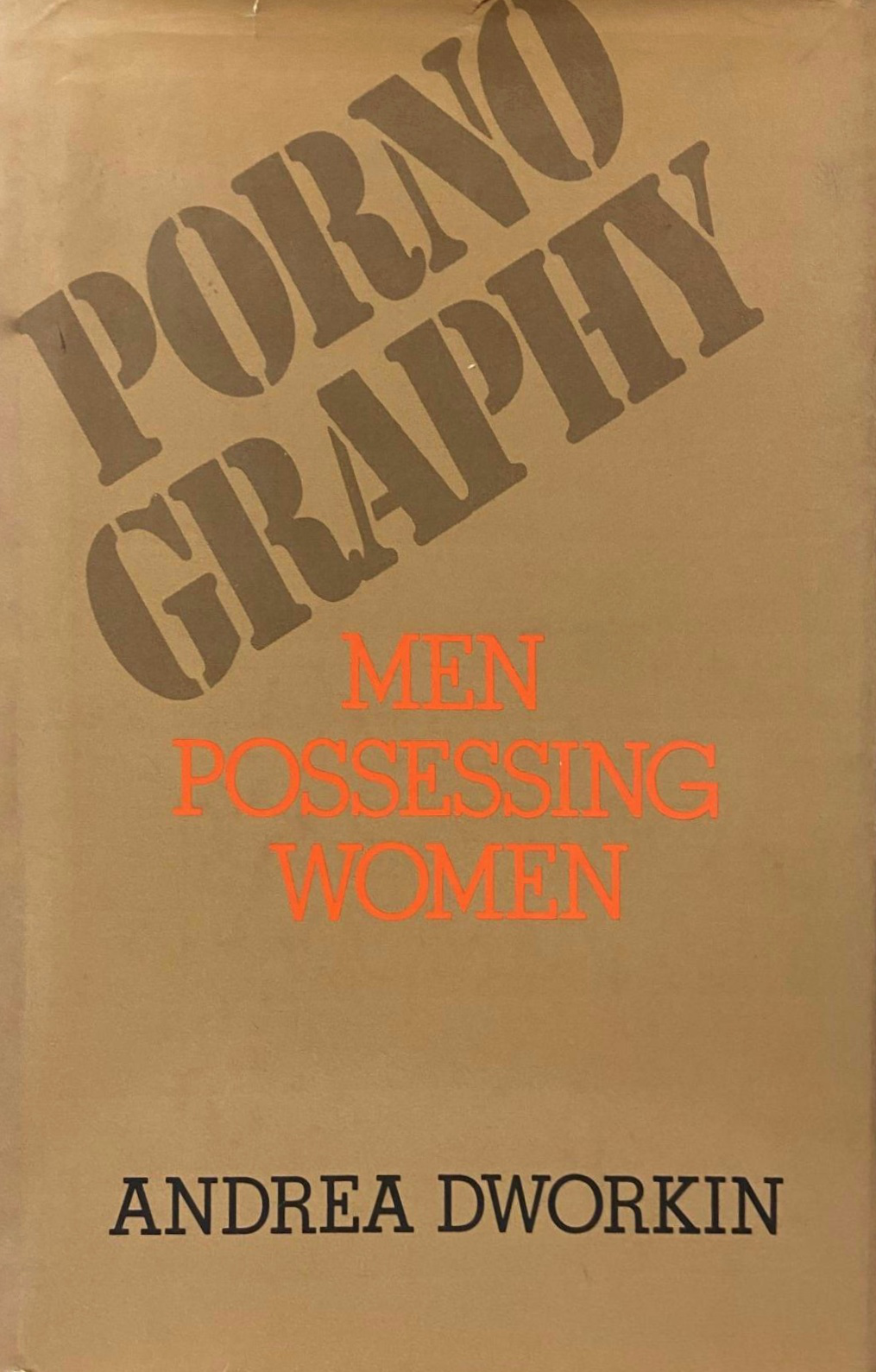
Couverture originale de son essai Pornographie : Les hommes s'approprient les femmes (1981)

D'autres critiques, venant notamment de femmes se réclamant d'un autre féminisme, ont eu des positions plus nuancées et ont suggéré que Dworkin a attiré l’attention sur des problèmes certes concrets et importants, mais que son héritage dans son ensemble a été destructeur pour le mouvement des femmes, tout particulièrement en ce qui concerne ses positions anti-pornographie. Effectivement, on a pu reprocher aux arguments mis en avant par Dworkin de rabaisser les femmes au rang de simples victimes, tandis que combattre la pornographie ou la prostitution nuit plus à la vie des travailleuses du sexe qui auraient plutôt besoin de soutien sans faille. Dans le même temps, la violence et les amalgames de Dworkin ont pu nuire non seulement au combat abolitionniste mais au féminisme dans son ensemble. La journaliste Havana Marking explique ainsi que c'est ce genre de postures, particulièrement véhémentes et radicales, qui a pu rendre le féminisme détestable aux yeux de beaucoup d'hommes et surtout de femmes.
De plus, il n'est même pas besoin de chercher dans les camps des pro-sexe pour découvrir des critiques à l'égard de Dworkin : la féministe Susan Brownmiller, elle aussi en lutte contre la pornographie, s'est retrouvée en désaccord avec MacKinnon et Dworkin à propos de l'ordonnance antipornographie. Expliquant que légiférer et censurer la pornographie se révélerait une perte de temps et un coup d'épée dans l'eau. Plus grave qu'un coup d'épée dans l'eau, le travail législatif de Dworkin et MacKinnon a pu se retourner contre les personnes censées être protégées par ces lois. Effectivement, la décision Butler a pu être utilisée contre les minorités sexuelles (lesbiennes et gays entre autres), ainsi la revue canadienne Feminist Bookstore News critiquait le fait que la décision de la Cour suprême du Canada avait été orientée exclusivement contre les libraires et magasins gays ou lesbiens. Un fait divers est à cet égard révélateur de ce « retour de bâton » : en 1992, des copies du livre de Dworkin Pornography : Men Possessing Women auraient été saisies, pour inspection, par les agents des douanes canadiennes, entretenant ainsi la légende urbaine qui aurait voulu que les propres livres de Dworkin soient bannis du Canada, sous le coup d'une loi qu'elle avait elle-même contribué à faire voter. Niant le fait que Dworkin ne soutenait même pas la décision Butler alors que dans le même temps MacKinnon expliquait que les livres de Dworkin (qui auraient été rendus peu de temps après avoir été inspectés) auraient été temporairement gardés dans le cadre d'une procédure standard, sans rapport avec la décision Butler.
De façon plus nuancée, la philosophe Martha Nussbaum loue et critique les procédés de Dworkin. Dans une analyse de Life and Death parue dans The New Republic, la philosophe désapprouve ainsi les voix du féminisme contemporain qui dénonce MacKinnon et Dworkin comme des « misandres », et explique que ceux qui critiquent l'ordonnance de Dworkin contre la pornographie sur la base du Premier Amendement « ne disent rien d'intellectuellement correct » étant donné que le Premier Amendement « n'a jamais couvert tous les discours : la corruption, les menaces [...] le parjure ne sont pas protégés ». Nussbaum ajoute que Dworkin a attiré l'attention sur la cible morale appropriée, en faisant que les torts soient associés à la soumission, qui est alors passible de poursuite au civil, et non plus à l'obscénité. Cependant, Nussbaum s'oppose à l'adoption de l'ordonnance sur la pornographie parce que cette dernière a échoué à distinguer entre la violation de la loi et la violation de la morale, tout en n'arrivant pas à démontrer une relation de causalité entre la pornographie et certains types de violences. Nussbaum reproche aussi au texte de Dworkin de tenir pour responsables les auteurs d'images ou de textes pour le comportement des autres et de supprimer les considérations relatives au contexte dans lequel la sexualité prend place. La philosophe désapprouve aussi le projet de Dworkin parce qu'il aurait accordé un pouvoir de censure à la justice (qui pourrait alors être dirigé contre les études féministes). Plus largement, Nussbaum condamne Dworkin pour avoir occulté les injustices économiques derrière « une attention obsessionnelle à la soumission sexuelle » et pour avoir reproduit le même phénomène de réification en réduisant ses interlocuteurs à leurs abus, tout en refusant la réconciliation en faveur d'une « violente résistance extralégale contre la violence des hommes ».
En fait, c'est la définition même de la pornographie utilisée par Dworkin qui a pu être remise en cause. Rappelons que pour Dworkin, est de la pornographie toute représentation d'une femme prenant plaisir à être humiliée ou violentée. C'est ainsi que sa définition n'admet aucune exception (qu'importe que l'œuvre visée soit qualifiée de littéraire ou d'artistique) alors que les termes employés par Dworkin (comme « humiliation » ou « asservissement ») peuvent être considérés comme vagues. Dans le même ordre d'idées, le philosophe Alan Soble explique que, finalement, dans les œuvres visées par Dworkin, les femmes sont tout aussi ridicules que les hommes qui sont, eux aussi, caricaturés. Pour lui « la pornographie ne serait pas misogyne mais misanthrope ».
Plus largement, Dworkin s’est aussi attirée les critiques des féministes pro-sexes, notamment durant ce que l’on a appelé les Sex Wars de la fin des années 1970 et des années 1980. Une expression qui sert en fait à désigner une série de débats passionnés qui ont divisé et structuré les réflexions féministes sur un grand nombre de questions liées au sexe et à la sexualité. Les critiques pro-sexes ont ainsi reproché à Dworkin son militantisme légal qu’elles ont considéré comme de la censure tout en expliquant que son travail sur la pornographie et le sexe a encouragé une vision essentialiste, conservatrice et répressive de la sexualité. De plus, ses analyses des relations hétérosexuelles, de la pornographie ou de la prostitution ont souvent été critiquées pour ne pas assez prendre en compte les actions des femmes ou leurs choix sexuels : elle aurait vu les femmes comme étant seulement des victimes passives.
Toutefois, Dworkin a répliqué que ce genre d'arguments pervertissaient souvent ses opinions et que sous le nom de « choix » et de « pro-sexe » les critiques féministes ont échoué à interroger les structures politiques violentes qui restreignent les choix des femmes et qui façonnent la signification de l’acte sexuel.

### Dworkin et l'inceste
Quelques critiques, comme le magazine de Larry Flynt, Hustler, ou Gene Healy,, prétendent que Dworkin a approuvé l'inceste. En effet, dans le dernier chapitre de Woman Hating, Dworkin écrit que « la relation parent-enfant est essentiellement érotique parce que toutes les relations humaines sont essentiellement érotiques » mais aussi que « le tabou de l'inceste, parce qu'il s'oppose à notre essentiel épanouissement avec nos parents, que nous aimons avec notre énergie primaire, nous force à les intérioriser et à constamment les rechercher. Le tabou de l'inceste fait le sale boulot de la culture [...] La destruction du tabou de l'inceste est essentielle pour le développement d'une communauté humaine coopérative basée sur la libre circulation d'un érotisme naturel androgyne ». Même si Dworkin n'a pas expliqué si « l'épanouissement » dont elle a parlé, était supposé impliquer effectivement une intimité sexuelle, elle définit toutefois, une page plus tôt, ce qu'elle entend par « relation érotique » comme une relation dont « la substance est une communication et une connexion non verbale », qu'elle distingue explicitement de ce qu'elle nommait « fucking ».
Plus fermement, le travail de Dworkin du début des années 1980 comporte de fréquentes condamnations de l'inceste et de la pédophilie, qu'elle pensait être une des principales formes de violence contre les femmes,,, expliquant une fois que « l'inceste est terriblement important dans la compréhension de la condition féminine. C'est un crime commis contre quelqu'un, un crime dont de nombreuses victimes ne se remettent jamais ». C'est d'ailleurs encore dans les années 1980 qu'elle s'est publiquement opposée à son ancien ami Allen Ginsberg à propos de son soutien à la pornographie infantile et à la pédophilie. Effectivement, alors que Ginsberg affirmait que « le droit peut me mettre en prison », Dworkin lui avait répondu « oui, ils sont très sentimentaux, moi je t'aurais tué ». D'ailleurs, elle a expliqué dans un entretien qu'une femme violée avait le droit d'exercer des représailles contre son agresseur : « je pense - je crois vraiment - qu'une femme a le droit d’exécuter l'homme qui l'a violée. Si une femme est violée, elle a le droit de se venger et l'État n'a pas le droit d'intervenir » tandis qu'au-dessus de son bureau trônait une photographie de William Kennedy Smith, un membre de la famille Kennedy impliqué dans une affaire de viol, surmontée des mots « les hommes morts ne violent pas. » Face aux allégations du magazine Hustler, qui a affirmé qu'elle défendait l'inceste, Dworkin a engagé des poursuites en diffamation, qui sont restées sans effet étant donné que le tribunal a rejeté sa plainte au motif qu'une mauvaise interprétation de son travail, faite de bonne foi, ne saurait constituer une diffamation au sens légal du terme.

### Réception de Dworkin en France
De même qu'aux États-Unis, les œuvres et la personnalité d'Andrea Dworkin ont été diversement appréciées par les milieux féministes. C'est ainsi qu'elle a reçu le soutien enthousiaste de la féministe matérialiste Christine Delphy qui, dès 1993, lui consacre un article présentant ses principaux livres et idées (sur la pornographie et la sexualité tout particulièrement). Dans un autre texte, écrit à l'occasion de son décès, Delphy célèbre l'« immense féministe » qu'est pour elle Dworkin. Elle loue sa « passion de la justice », sa « bravoure » mais également ses œuvres et la force de ses convictions. D'ailleurs la revue Nouvelles Questions féministes, cofondée et codirigée par Delphy, a accueilli les idées de Dworkin en publiant à plusieurs reprises certains de ses textes,.
De l'autre côté, face à ces éloges, une partie des acteurs du féminisme français ont critiqué Andrea Dworkin et ses travaux. C'est ainsi que la philosophe et féministe Élisabeth Badinter dans son essai controversé, Fausse route, rédige une véritable diatribe contre certaines féministes américaines, au premier rang desquels Susan Brownmiller, Catherine MacKinnon et Andrea Dworkin. Elle qualifie d'ailleurs les conceptions de cette dernière de « philosophie victimiste » et met en cause plus largement ses réflexions sur la violence masculine ou le viol mais également son militantisme législatif. Badinter affirme donc dans son ouvrage que les idées de Dworkin (et ses consœurs radicales) auraient essaimé si ce n'est « contaminé » les milieux féministes français, et ce malgré le fait, comme le rappelle l'auteure, que Dworkin n'y a pas été publiée : « nombre de leurs idées ont traversé l'Atlantique, via nos amis québécois, les institutions européennes et les nombreux universitaires qui fréquentent les campus américains ».
À l'inverse, Janine Mossuz-Lavau souligne à propos de MacKinnon et Dworkin, dans son article très critique envers l'ouvrage de Badinter : « en France, à part quelques universitaires, personne ne les connaît. Elles ne sont pas traduites et on voit mal comment elles pourraient exercer une influence ». Il est vrai que le travail de Dworkin reste assez méconnu en France notamment du fait qu'aucune de ses œuvres n'y a jamais été publiée jusqu'au XXIe siècle alors que, comme l'a rappelé Christine Delphy, ses ouvrages ont été traduits en néerlandais, en suédois, en norvégien, en hébreu, en russe, en espagnol, en japonais et en coréen. En 2014, seuls ont été traduits en français, et édités au Québec, Pouvoir et violence sexiste (coécrit avec Catherine MacKinnon) et Les Femmes de droite par Martin Dufresne. Il en traduira plusieurs autres, seul et en collaboration, dans les années qui suivront. Les éditions altermondialistes Syllepse feront des éditions accessibles en Europe de certaines de ces traductions canadiennes, notamment un recueil de textes épars rassemblés pour la circonstance, Souvenez-vous, résistez, ne cédez pas, paru en 2018.
Il faut attendre le début des années 2020, après la vague du mouvement MeToo, pour voir sortir en librairie les premières traductions françaises d'Andrea Dworkin en France. Fin 2021, après sa version québécoise, paraît aux éditions des femmes-Antoinette Fouque avec le soutien du Centre national du livre le recueil de discours Notre sang : Discours et prophéties sur la politique sexuelle,, suivi au printemps 2023 de Woman Hating : De la misogynie, son tout premier essai de 1974,.

## Relations

### Amour de John Stoltenberg
En 1974, Dworkin rencontre le militant féministe John Stoltenberg (qui est maintenant connu pour avoir écrit une série de livres sur le féminisme radical et des articles sur la masculinité) à la sortie d'une lecture de poèmes dans Greenwich Village, qu'ils ont quitté tous les deux à cause de la tournure misogyne qu’a pris la réunion. Ils sont devenus des amis très proches jusqu'à finalement vivre ensemble et même se marier en 1998,. Bien que Dworkin ait publiquement écrit « J'aime John avec mon cœur et mon âme » et que Stoltenberg ait décrit Dworkin comme « l'amour de ma vie », Dworkin a continué à s'identifier publiquement comme lesbienne tandis que Stoltenberg se reconnaissait comme gay. Ce dernier, racontant la perplexité que semblait causer leur relation, a résumé celle-ci en disant : « Je signale juste publiquement le plus simple des faits : oui, Andrea et moi vivons ensemble, nous nous aimons et nous sommes partenaires, et oui nous sommes tous les deux sortis du placard ». Après la mort de Dworkin, en 2005, Stoltenberg a affirmé que « c'est pourquoi nous n'avons pas dit à n'importe qui que nous étions mariés, parce que cela aurait rendu les gens confus. Ils pensent, Oh, elle est sienne. Et nous ne voulions pas de ces bêtises. » Leur relation de plus de 30 ans a fortement influencé Stoltenberg et son travail, comme il l’a confié : « j'ai tendance à parler beaucoup de ce sur quoi je suis en train de travailler : Andrea est généralement la première personne à entendre l'idée - parce qu'elle naît souvent d'une de nos conversations - et elle est la seule personne à qui je montre tous les brouillons successifs. »

### Amitié de Michael Moorcock

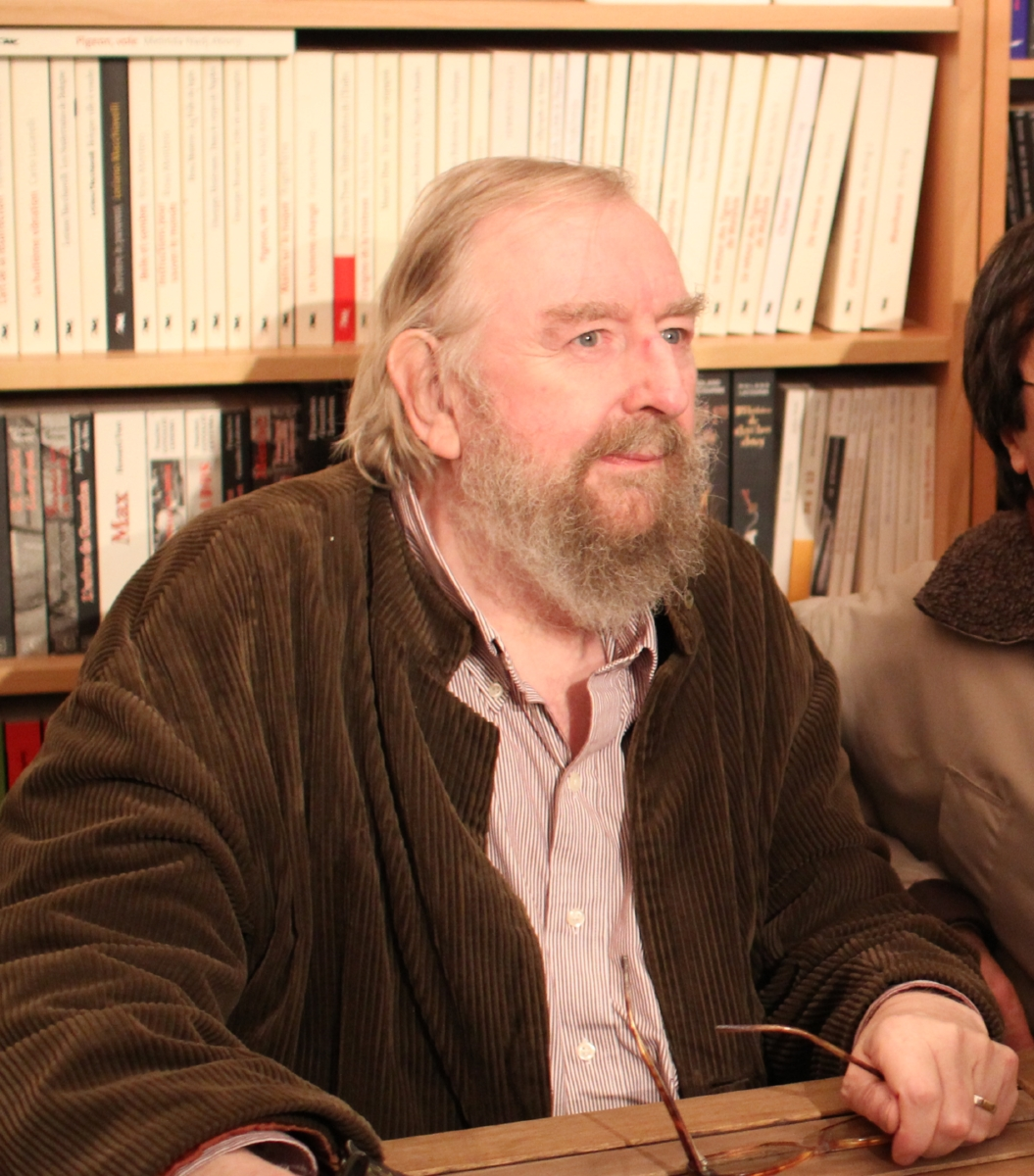
Michael Moorcock, un auteur reconnu pour ses romans de science-fiction et de fantastique, a aussi été un des plus proches amis d'Andrea Dworkin.

Andrea Dworkin et Michael Moorcock ont depuis 1986, date de leur première rencontre lors d'une discussion sur la littérature à l'université d'East Anglia au Royaume-Uni, entretenu une longue amitié. Moorcock, qui se dit pro-féministe, a d'ailleurs expliqué qu'il était venu à l’université d'East Anglia seulement pour rencontrer Dworkin dont il appréciait les ouvrages. Le roman de Dworkin Mercy, publié en 1992, a du reste été dédicacé à Moorcock, tandis que de son côté ce dernier a fait de même pour Dworkin avec son roman Jerusalem Commands, lui aussi publié en 1992.
Mettant en avant leurs points communs, Dworkin a expliqué qu'ils étaient tous deux « préoccupés par les mêmes choses », « hantés par l'Holocauste » et qu'ils critiquaient « ce que la pornographie faisait aux gens ». De son côté Moorcock a raconté qu'ils ont vécu des expériences similaires : ils ont fait partie du mouvement pour les droits civiques, sont pour le droit à l'avortement, et au niveau personnel, tous deux ont connu « les réalités du sexe et des trafics de drogue ».
Moorcock a également expliqué que Dworkin était une de ses meilleures amies, son admiration pour la féministe lui a même fait dire que c'était comme « si j'avais eu la chance d'avoir pour amie Rosa Luxemburg ». Il a continué en disant que « politiquement, elle est la plus puissante influence de mon travail », à tel point qu'il a ajouté : « c'est important pour moi d'avoir son assentiment sur mes livres ». Plus globalement, Moorcock a défendu Dworkin contre ce qu'il a estimé être des critiques injustifiées, que ces dernières s'attaquent à la vision qu'avait la féministe de la pornographie ou qu'elles concernent sa vision des rapports sexuels,.
Leur amitié s'est également concrétisée dans une interview, donnée au magazine New Statesman en 1995, dans laquelle Moorcock interroge Dworkin.

## Œuvres

### Essais
- (en) Andrea Dworkin, Heartbreak: the political memoir of a feminist militant, New York, Basic Books, 2002, 213 p. (ISBN 978-0-465-01753-9)
- (en) Andrea Dworkin, Scapegoat: the Jews, Israel, and Women's Liberation, New York, Free Press, 2000, 436 p. (ISBN 0-684-83612-2)
- (en) Andrea Dworkin, Life and Death: Unapologetic Writings on the Continuing War Against Women, New York, Free Press, 1997, 267 p. (ISBN 0-684-83512-6)
- (en) Catharine MacKinnon et Andrea Dworkin, In harm's way : the pornography civil rights hearings, Cambridge, Mass, Harvard University Press, 1997, 496 p. (ISBN 0-674-44579-1)
- (en) Andrea Dworkin, Letters from a War Zone, Brooklyn, N.Y, Lawrence Hill Books, 1993, 337 p. (ISBN 1-55652-185-5, 0-525-24824-2 et 0-436-13962-6)
- (en) Catharine MacKinnon et Andrea Dworkin, Pornography and Civil Rights: A New Day for Womens' Equality, Organizing Against Pornography, août 1988 (ISBN 0-9621849-0-X et 978-0962184901)
- (en) Andrea Dworkin, Intercourse, New York, Free Press, 1987, 257 p. (ISBN 0-684-83239-9)
- (en) Andrea Dworkin, Right-wing women: The Politics of Domesticated Females, New York, Perigee Books, 1983, 255 p. (ISBN 0-399-50671-3)
- (en) Andrea Dworkin, Pornography: Men possessing women, New York, Perigee Books, 1981, 300 p. (ISBN 0-399-50532-6, présentation en ligne, lire en ligne)
- (en) Andrea Dworkin, Our Blood: Prophecies and Discourses on Sexual Politics, New York, N.Y, Perigee Books, 1981 (1re éd. 1976), 118 p. (ISBN 0-399-50575-X et 0-06-011116-X)
- (en) Andrea Dworkin, Woman hating : A Radical Look at Sexuality, New York, Penguin Books, 1974, 218 p. (ISBN 0-452-26827-3 et 0-525-48397-7)

### Fiction et poésie
- (en) Andrea Dworkin, Mercy, New York, Four Walls Eight Windows, 1992, 344 p. (ISBN 0-941423-88-3)
- (en) Andrea Dworkin, Ice and fire : a novel, Londres, Secker & Warburg, 1986, 144 p. (ISBN 0-436-13960-X)
- (en) Andrea Dworkin, The new womans broken heart : short stories, East Palo Alto, Calif, Frog in the Well, 1980, 48 p. (ISBN 0-9603628-0-0)
- (en) Morning Hair (auto-édité, 1968)
- (en) Child (1966) (Heraklion, Crète, 1966)

### Traductions en français

#### Traductions québécoises
- Andrea Dworkin (trad. TRADFEM, préf. Christine Delphy), Souvenez-vous, résistez, ne cédez pas : anthologie, Montréal, Éditions du Remue-ménage, 14 novembre 2017, 192 p. (ISBN 978-2-84950-601-1), notice éditeur.
- Andrea Dworkin (trad. Martin Dufresne et Michele Briand, préf. Christine Delphy), Les femmes de droite [« Right-Wing Women »], Montréal, Éditions du Remue-ménage, 11 novembre 2012, 250 p. (ISBN 978-2-89091-350-9 et 2890913503), notice éditeur.
- Andrea Dworkin (trad. de l'anglais, préf. Catharine MacKinnon), Pouvoir et violence sexiste, Montréal, Sisyphe, coll. « Contrepoint », 2007, 126 p. (ISBN 978-2-923456-07-2 et 2-923456-07-6), notice éditeur.
- Andrea Dworkin (trad. Martin Dufresne), Coïts [« Intercourse »], Paris, Montréal, Éditions du Remue-ménage et Éditions Syllepse, février 2019, 224 p. (ISBN 978-2-84950-715-5), notice éditeur.
- Andrea Dworkin (trad. Yeun Lagadeuc-Ygouf et Martin Dufresne), Notre Sang [« Our Blood »], St-Joseph-du-Lac, Qc, [M Éditeur], avril 2021, 000 p. (ISBN 978-2-924924-29-7),
- Andrea Dworkin (trad. Martin Dufresne), La haine des femmes ["Woman Hating"], St-Joseph-du-Lac, Qc [M Editeur], septembre 2021, 218 p.  (ISBN 9782924924327)
- Andrea Dworkin (trad. Martin Dufresne & Ann Leduc), Pornographie - les hommes s'approprient les femmes, éditions Libre, 2022. (introduction de l'ouvrage est ici)

#### Traductions françaises
- Andrea Dworkin (trad. Camille Chaplain et Harmony Devillard), Notre sang : Discours et prophéties sur la politique sexuelle [« Our Blood: Prophecies and Discourses on Sexual Politics »], Paris, des femmes-Antoinette Fouque, novembre 2021, 213 p. (ISBN 978-2721009111), notice éditrices.
- Andrea Dworkin (trad. Camille Chaplain et Harmony Devillard), Woman Hating : De la misogynie [« Woman Hating »], Paris, des femmes-Antoinette Fouque, mars 2023, 256 p. (ISBN 978-2721009111), notice éditrices.

## Postérité

### Travaux universitaires
- (en) Martin Duberman, Andrea Dworkin: The Feminist As Revolutionary (biographie), New York, The New Press, 2020, 368 p. (ISBN 978-1-62097-585-5)

### Musique
- 2021 : Luke Haines, « Andrea Dworkin’s Knees » (chanson), album Setting The Dogs On The Post Punk Postman[82].

### Documentaires
- 1991 : Against Pornography: The Feminism of Andrea Dworkin, produit par David Evans, BBC en association avec Amaya Distribution, 52 minutes[83].
- 2022 : My Name is Andrea (en) de Pratibha Parmar, avec Ashley Judd, Christine Lahti, Andrea Riseborough, Soko et Amandla Stenberg dans le rôle d’Andrea Dworkin[84],[85].

### Traduction
- (en) Cet article est partiellement ou en totalité issu de l’article de Wikipédia en anglais intitulé « Andrea Dworkin » (voir la liste des auteurs).